# Valsätra

Valsätra är en stadsdel i Uppsalas södra delar, norr om Gottsunda och söder om Norby. Stadsdelen Bäcklösa var tidigare en del av Valsätra, men styckades av till en egen stadsdel år 2018. År 2021 hade stadsdelen 5 392 invånare.
Mangårdsbyggnaden från 1856 till den ursprungliga bondgården Valsätra, som givit stadsdelen dess namn, finns fortfarande kvar, numera insprängd i modern villabebyggelse. Det finns en skola som heter Valsätraskolan med klasser från förskolan till årskurs nio. 
Bebyggelsen i Valsätra består främst av låga hyreshus och villor. I norra delen av stadsdelen ligger bostadsområdet Malma Backe, som består av ett större antal radhus samt tio flerfamiljshus. Området byggdes under sent 1980-tal och stod färdigt omkring 1990. I området finns två bostadsrättsföreningar och en samfällighetsförening. För södra Valsätra finns Södra Valsätra Villaförening.
Föreningslivet i övrigt domineras av fotbolls- och bandyklubben Uppsala-Näs IK (UNIK), handbollsklubben Uppsala HK samt Valsätrakyrkans ungdomsverksamhet vilket omfattar bland annat körverksamhet med barn i skolåldern upp till vuxenkörer samt en scoutkår med drygt 100 medlemmar. Den finns även en liten ishall i området.